# Vinyl Confessions
| 전문가 평가                   | 전문가 평가 |
| 평가 점수                     | 평가 점수   |
| 출처                          | 점수        |
| ----------------------------- | ----------- |
| AllMusic                      | [ 2 ]       |
| Melodic.net                   | [ 3 ]       |
| The Rolling Stone Album Guide | [ 4 ]       |

《Vinyl Confessions》는 1982년 5월 20일에 발매된 미국의 록 밴드 캔자스의 여덟 번째 스튜디오 음반이다. 이 음반에는 톱 20을 돌파한 〈Play the Game Tonight〉가 포함되어 있으며, 캔자스에서 세 번째로 높은 차트를 기록한 싱글로, 〈Carry On Wayward Son〉과 〈Dust in the Wind〉를 능가한다. 이 음반은 1996년 레거시/에픽에서 CD로 리마스터된 형식으로 재발행되었고, 2011년에 다시 재발행되었다.

## 배경
《Vinyl Confessions》는 밴드의 주요한 전환점이었다. 기타리스트/키보디스트인 케리 리브그렌과 베이시스트인 데이브 호프가 모두 기독교로 개종하고 리브그렌이 밴드의 가사에서 그의 종교에 집중한 후, 리드 싱어 스티브 월시는 밴드의 새로운 방향에 동의하지 않고 자신의 밴드인 스트릿츠를 결성하기 위해 떠났다. 월시는 또한 작곡가로서 많은 기여를 했기 때문에 밴드는 밴드의 음악에 맞는 보컬 스타일을 가졌을 뿐만 아니라 다가오는 음반에 대한 자료도 제공할 수 있는 새로운 리드 싱어를 찾아야 했다. 오랜 오디션 과정 후, 선택은 세 명의 강력한 후보자 워런 햄, 마이클 글리슨 및 존 엘레판테에게 내려졌다. 밴드는 결국 엘레판테에 정착했다.
〈Fair Exchange〉는 적그리스도의 통치하에 있는 세상을 묘사했고, 〈Chasing Shadows〉는 성경의 진리 밖의 것을 찾는 데 있어 좌절감을 지적했다. 〈Diamonds and Pearls〉는 금융적 부를 넘어서는 영적 부의 가치를 강조했고, 〈Face It〉, 〈Windows〉, 〈Borderline〉은 모두 듣는 이에게 강한 복음주의적 호소력을 가지고 있다. 이 음반의 마무리인 〈Crossfire〉는 예수("떠오른 자")를 간접적으로 언급하면서 이 음반의 위치를 풍부하게 드러냈다.

## 곡 목록
| #  | 제목                      | 작사·작곡                                                         | 재생 시간 |
| -- | ------------------------- | ----------------------------------------------------------------- | --------- |
| 1. | 〈Play the Game Tonight〉 | 케리 리브그렌, 리치 윌리엄스, 필 에하트, 대니 플라워, 롭 프레이저 | 3:26      |
| 2. | 〈Right Away〉            | 존 엘레판테, 디노 엘레판테                                        | 4:06      |
| 3. | 〈Fair Exchange〉         | 리브그렌                                                          | 5:01      |
| 4. | 〈Chasing Shadows〉       | J. 엘레판테, D. 엘레판테                                          | 3:20      |
| 5. | 〈Diamonds and Pearls〉   | 리브그렌                                                          | 4:50      |

| #   | 제목           | 작사·작곡                | 재생 시간 |
| --- | -------------- | ------------------------ | --------- |
| 6.  | 〈Face It〉    | J. 엘레판테, D. 엘레판테 | 4:17      |
| 7.  | 〈Windows〉    | 리브그렌                 | 3:32      |
| 8.  | 〈Borderline〉 | 리브그렌                 | 4:00      |
| 9.  | 〈Play On〉    | J. 엘레판테, D. 엘레판테 | 3:32      |
| 10. | 〈Crossfire〉  | 리브그렌                 | 6:35      |